# Mission Hills
Mission Hills är en stad i nordöstra Kansas, USA. Invånarantal: 3 593 (2000 års folkräkning). Mission Hills har Kansas högsta medianinkomst per hushåll. 98,22% av stadens invånare är vita.